# Alfred Königsegg-Aulendorf
Alfred Antonín hrabě Königsegg-Aulendorf (německy Alfred Anton Graf von und zu Königsegg-Aulendorf) (30. června 1817 Aulendorf – 27. října 1898 Vídeň) byl německý šlechtic, rakouský generál a dvořan. V rakouské armádě sloužil od roku 1838, zúčastnil se několika válečných tažení a dosáhl hodnosti generálmajora (1862). V letech 1862–1868 zastával u vídeňského dvora funkci nejvyššího hofmistra císařovny Alžběty. Vlastnil statky ve Württembersku a Uhrách.

## Životopis

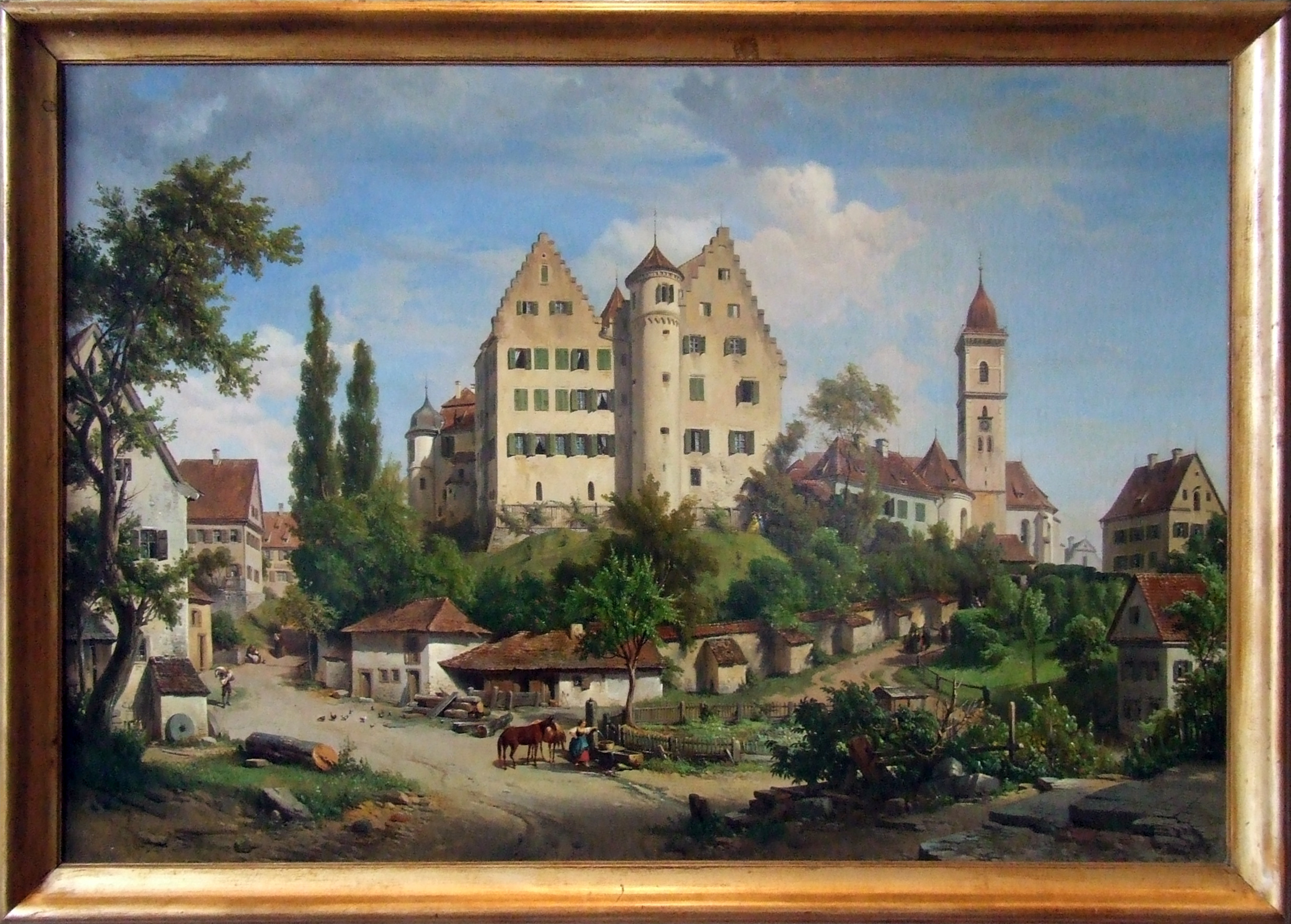
Zámek Aulendorf, hlavní rodové sídlo ve Württembersku

Pocházel ze starého německého šlechtického rodu, narodil se na hlavním rodovém sídle zámku Aulendorf v Bádensku jako mladší syn hraběte Františka Xavera Königsegg-Aulendorfa (1787–1863) a jeho manželky Marie Anny, rozené hraběnky Károlyiové (1793–1848). Alfred začal v roce 1835 studovat na ženijní akademii ve Vídni a do armády vstoupil v roce 1838 jako podporučík, v roce 1843 byl již nadporučíkem. Zúčastnil bojů v Itálii během revoluce v letech 1848–1849. V roce 1851 byl rytmistrem u kyrysnického pluku č. 4 a téhož roku získal titul c. k. komořího. V roce 1854 byl v hodnosti majora jmenován pobočníkem císaře Františka Josefa, o dva roky později byl již podplukovníkem. Poté byl jako plukovník velitelem 7. kyrysnického pluku a zúčastnil se války se Sardinií. Mezitím se díky sňatku dostal do bezprostřední blízkosti císařského dvora a v roce 1862 byl jmenován nejvyšším hofmistrem císařovny Alžběty (jednalo se o poslední případ, kdy personální obsazení Alžbětina dvora řídila císařova matka arcivévodkyně Žofie). Zároveň získal titul c. k. tajného rady s nárokem na oslovení Excelence a obdržel čestnou hodnost generálmajora, před prusko-rakouskou válkou byl k 1. červnu 1866 převeden do aktivní služby. Ve funkci císařovnina nejvyššího hofmistra setrval do roku 1868, v armádě byl penzionován k datu 1. ledna 1869, poté žil v soukromí. Jako majitel velkostatků v Uhrách byl dědičným členem uherské Sněmovny magnátů, po starším bratru Gustavovi (1813–1882) převzal také dědičné členství v horní komoře zemského sněmu Württemberského království.
Během služby v armádě a působení u dvora císařovny Alžběty získal řadu vyznamenání. Za aktivity na bojištích v letech 1848–1849 byl držitelem Vojenského záslužného kříže s válečnou dekorací (1850), při odchodu do výslužby obdržel velkokříž Leopoldova řádu (1868). Od cizích panovníků získal ruský Řád sv. Anny II. třídy, Řád sv. Stanislava II. třídy a Řád sv. Vladimíra IV. třídy, dále byl nositelem velkokříže Záslužného řádu bavorské koruny, rytířem pruského Řádu červené orlice, komandérem řeckého Řádu Spasitele, nositelem sicilského Řádu Františka I., hannoverského Řádu Guelfů a saského Albrechtova řádu a Ernestinského řádu.

## Rodina a majetek
Kromě kmenových rodových majetků ve Württembersku vlastnil statky v Uhrách. V Trenčínské župě mu patřil velkostatek Ilava s rozlohou 6 500 hektarů půdy. K velkostatku patřily zámky Pruské a Klobušice.
V roce 1857 se ve Vídni oženil s hraběnkou Paulinou Bellegardovou (1830–1912), dcerou generála Augusta Bellegarda. Paulina patřila od mládí k nejbližšímu okruhu císařovny Alžběty a její osobnost byla ztvárněná i v životopisných filmech (Sissi). Byla c. k. palácovou dámou, dámou Řádu hvězdového kříže a čestnou dámou Maltézského řádu. Z jejich manželství se narodil jediný syn František Xaver (1858–1927).